# En attendant le vote...
 (décembre 2019).
Si vous disposez d'ouvrages ou d'articles de référence ou si vous connaissez des sites web de qualité traitant du thème abordé ici, merci de compléter l'article en donnant les références utiles à sa vérifiabilité et en les liant à la section « Notes et références ».
Pour plus de détails, voir Fiche technique et Distribution.
En attendant le vote… est un film burkinabé réalisé par Missa Hébié, sorti en 2011. Ce deuxième long-métrage est une adaptation du roman En attendant le vote des bêtes sauvages d’Ahmadou Kourouma. Le film est reçoit le grand prix au FESPACO en 2011.

## Contexte historique
Inspiré d'une adaptation du roman En attendant le vote des bêtes sauvages d’Ahmadou Kourouma,, le scénario du film rappelle étroitement l'histoire politique récente du Togo. Ce pays, à la fin des années 1990, connaît une transition politique après les 38 ans de présidence de Gnassingbé Eyadéma. Ancien chef militaire, Eyadéma prend le pouvoir en 1967 à la suite de l’assassinat de son prédécesseur Sylvanus Olympio. Tout comme dans En Attendant le Vote…, le dirigeant togolais ne souscrit pas aux principes démocratiques qui auraient octroyé davantage de pouvoir au peuple. Ce parallèle est renforcé par la similitude entre le drapeau de la République du Golfe et celui du Togo. Ainsi, ce film peut être catégorisé comme un film politique en raison de sa critique implicite de la corruption politique en Afrique, plus spécifiquement au Togo entre 1967 et 2005. Cependant, le réalisateur Missa Hébié rejette toute association avec ce registre,.

## Synopsis
Le film se déroule dans le pays fictif de la République du Golfe et raconte l'histoire de la dictature du président Koyaga, qui prend le pouvoir après un coup d'État. Vingt-et-un ans plus tard, après avoir échappé à une tentative d'assassinat, Koyaga se réfugie dans son village natal. Là, il assiste à un donsomana, un récit purificatoire, où le griot du village et son « répondeur » lui relatent les événements tragiques de son régime. L'intrigue oscille entre le passé et le présent, et en une nuit, le récit cathartique du griot conduit à un changement de régime dans la République du Golfe.
L'histoire commence dans le présent, environ deux décennies après le coup d'État de Koyaga. Le dictateur, victime d'une tentative d'attentat menée par un groupe de résistants dirigé par Dalméda, trouve refuge dans son village natal après que sa demeure a été pillée et son régime menacé de renversement. Pour récupérer le saint Coran et la météorite de sa mère, les deux piliers de son pouvoir, Koyaga doit assister à un donsomana. Pendant cette veillée, le griot du village et son répondeur, Tiécoura, lui rappellent les atrocités commises durant son mandat. À travers des flashbacks, on revient vingt ans en arrière, à l'année du coup d'État de Koyaga. Ancien combattant d'Algérie et d’Indochine, Koyaga prend le pouvoir par la force avec l'aide de ses anciens camarades militaires, tuant et émasculant le président Fricassa. Simultanément, un groupe de résistance émerge, dirigé par Maclédio et Dalémda. Maclédio, un journaliste, fonde une radio libre contre le régime de Koyaga, mais il est arrêté et contraint de devenir présentateur pour la radio nationale. Rapidement, il s'éloigne de ses anciens camarades pour devenir le bras droit de Koyaga et son ministre de l'Orientation.
Installé comme tyran, Koyaga élimine ses opposants un par un. Il demande à Maclédio de fournir une liste d'opposants, mais ce dernier, restant loyal à ses anciens camarades, omet leurs noms. Koyaga met en scène un faux attentat contre lui-même pour condamner à mort les résistants impliqués. En représailles, Dalméda et ses camarades organisent un véritable attentat auquel Koyaga échappe de justesse. Maclédio, désormais dévoué à Koyaga, donne les noms de ses anciens amis à la milice, menant à l'arrestation et la torture de Dalémda. Zalissa, victime d'une violente agression, voit sa fille Abiré assister au drame. Abiré, décidée à venger ses parents, devient la maîtresse de Koyaga. Dalémda, après sa libération, organise une révolte, mais Koyaga riposte en incendiant le village de Dalémda.
Pour apaiser les conflits, un conseil propose à Koyaga de postuler au FMI. En entendant les conditions, dont l'organisation d'élections, Koyaga furieux, emprisonne et torture Maclédio pour trahison, mais finit par le libérer. Cependant, la méfiance de Maclédio envers Koyaga grandit. Le soir même, Dalémda et ses partisans, alertés par Abiré, échappent à une attaque de la milice. Organisant une contre-attaque pour tuer Koyaga, Dalémda échoue, ramenant l'histoire au présent où Koyaga est dans son village natal.
Le lendemain, Maclédio est assassiné par Sama, le chef de la garde. Après le donsomana, Koyaga accepte d'organiser des élections au suffrage universel, recevant ainsi la météorite et le saint Coran. Le film se termine par une danse célébrant la fin de l'ère tyrannique dans la République du Golfe.

## Distribution
- Barou Oumar Ouédraogo : Koyaga (Président de la République du Golfe)
- Serge Bayala : Dalméda[8] (chef des opposants syndicalistes,)
- Ibrahima Mbaye : Maclédio (ancien opposant au régime, devient l'homme de confiance de Koyaga)
- Samira Sawadogo : Abiré (fille d'opposants réprimés par Sama)
- Maxime Sawadogo : Sama[9] (chef de la garde rapprochée de Koyaga.)
- Habib Dembélé : Tiécoura (répondeur du Griot)
- Smockey : Fricassa (l'ancien dictateur de la République du Golfe que Koyaga a tué)[10]
- Kary Coulibaly : Le Griot
- Serge Henri : Bérou (le père d'Abiré)
- Amelie Wabehi : Zalissa (la mère d’Abiré)
- Desiré Yameogo : Mensah (un fidèle compagnon de lutte de Dalméda.)
- Lucas Fusi : Responsable FMI
- Roger Zami Guébré

## Fiche technique
- Titre original : En attendant le vote...
- Réalisation : Missa Hébié
- Scénario : Missa Hébié et Marcel Beaulieu[11],[12] (adapté du roman En attendant le vote des bêtes sauvages d’Ahmadou Kourouma)
- Décors : Rasmané Tiendrebeogo
- Costumes : Sidi Ahamadou Ouedraogo
- Image : Frédéric Serve
- Musique : Wasis Diop
- Son : Leonard Soubeiga
- Montage image : Idit Bloch et Motandi Ouoba
- Montage son : Nicolas Bourgeois
- Mixage : Guillaume Leriche
- Directeur de casting : Ildevert Meda
- Scripte : Motandi Ouoba
- Production : Noraogo Sawadogo[13], Selim Azzazi, Benjamin De Lajarte, Gregoire Jean-Baptiste, Frederic Serve
- Sociétés de production: FASO Films & Com
- Pays d’origine :  Burkina Faso
- Langue originale : français
- Format : 35 mm
- Durée : 100 minutes
- Genre : Politique[14]
- Date de sortie : 2011

## Récompenses et festivals
- Mention spéciale du Jury FESPACO 2011[15]
- Candidat pour Festival des 3 Continents
- Journées Cinématographiques de Carthage[16]
- La musique du film, Wasis Diop, Fespaco 2001[17],[18]
- Le prix du second rôle au Maroc au festival de Khouribga, Ibrahima Mbaye[17]

## Partenariats
- Fonds Sud Cinéma et du Centre National de la Cinématographie (FR)
- Ministère de la Culture et de la Communication (FR)
- Fonds Images Afrique du Ministère des Affaires Étrangères et Européennes (FR)
- Fonds Francophone de production audiovisuelle du Sud
- Organisation internationale de la Francophonie
- Centre Cinématographique Marocain
- Ministère de la Culture, du Tourisme et de la Communication (Burkina Faso)
- Radiodiffusion-television du Burkina
- Ministère de la Défense (Burkina Faso)

## Analyse et thèmes

### Violence physique et morale
La violence au sein de la corruption étatique est un thème majeur du film. Les scènes de confrontation finissent sans exception en bain de sang. Les tactiques de gouvernance de Koyaga et de ses subordonnés se résument à la torture, au meurtre, au vandalisme et au chantage. L’esthétique de plusieurs plans du film dénonce cette violence non seulement physique mais aussi morale, notamment avec la superposition de la scène du viol d’Abiré avec celle de sa mère.

### La radio
La radio est un élément central du film en tant que catalyseur d'événements. En effet, le peuple est tenu au courant des intentions de leur président Koyaga à travers ce médium de communication, largement plus répandu que la presse et la télévision, notamment dans les zones rurales. Maclédio est un personnage clé pour sa dextérité avec ce médium propagandiste, et son changement de camp (du camp révolutionnaire à celui de Koyaga): il fait pivoter tout le déroulement de l’histoire. La place importante de la radio permet aussi de questionner la liberté d’expression dans un pays opprimé par dictature autoritaire.

### Une dictature universelle
Tourné au Burkina Faso et au Gabon, En Attendant le Vote… se passe dans un pays imaginaire désigné sous le nom de La République du Golfe. Malgré les allusions à l’histoire récente du Togo et aux cultures de l’Afrique de l’Ouest, la République du Golfe pourrait se référer à presque n’importe quel autre pays d’Afrique, ce qui rend sa critique d’autant plus universelle. Cette non-spécificité agrandit ainsi l’ombrelle de l’audience du film, car il touche tous les peuples ayant vécu une dictature semblable, un aspect important pour la critique politique du film.

### La dimension politique du film
Missa Hébié réfute la thèse selon laquelle son film retracerait et critique l’histoire politique du Togo.
« Je ne fais pas d'allusion. Je ne critique personne. J'ai fait un film pour l'Afrique, je n'ai pas fait ce film pour un pays particulièrement. Chaque cinéphile déduit, conclut comme il veut. »
En dépit de cette déclaration, le film laisse penser qu’il sert non seulement à critiquer la faiblesse et la corruption du système politique en Afrique subsaharienne, mais aussi à promouvoir l’instauration d’un système démocratique. Pourtant, le scénario se propose également sous un autre angle analytique, celui d’une critique du post-colonialisme, où les puissances occidentales (illustrées par le représentant du FMI) essaient de forcer une démocratie inapte à la société africaine sur la République du Golfe, ce qui pousse le dirigeant Koyaga à agir de manière erratique et violente.

### La sorcellerie et les traditions
Malgré l'aspect moderne du film, son scénario repose fortement sur l’engagement des personnages dans les coutumes traditionnelles de l’Afrique de l’Ouest, et plus précisément dans la sorcellerie africaine. Lorsqu’en dilemme, les personnages ont souvent recours à la magie, exécutée par un sorcier, soit pour les aider à prédire l’avenir ou pour les protéger. Tel est le cas lorsque Fricassa se fait prévenir de sa propre mort, et lorsque son palais est pris d'assaut par Koyaga et ses camarades. Malgré le fait que le cinéma soit une invention occidentale et représente l'arrivée de la modernité en Afrique centrale, ce film préserve un respect pour les traditions de la région et les met en avant, alliant ainsi modernisme et tradition.
Le donsomana est le chant des récits de chasse dans la culture malinké/mandingue. Il célèbre leurs exploits et a une fonction cathartique. Le film se déroule grâce à des scènes alternées entre une cérémonie de donsomana située dans le présent et des analepses qui expliquent les actions qui ont mené Koyaga à la cérémonie. Les analepses sont le produit de l’histoire que le Sora raconte à Koyaga lors de la cérémonie, sorcier qui prend ainsi la place du griot-narrateur traditionnel des contes oraux africains.

### Une satire politique
Koyaga se fait appeler par une pléthore de noms: Grand Maître Chasseur, “Président Dictateur Suprême de Tous les Petits Nègres de la République du Golfe”, “Akuaba Président Koyaga à la République des Ébènes”, “Maréchal” et enfin “Chef Suprême des armées”. Chacun de ces titres indique la supériorité de Koyaga vis-à-vis de son entourage et lui rend hommage. L'évolution des titres permet au spectateur de se situer chronologiquement dans l’histoire, et de comprendre lorsque Koyaga est encore marechal et lorsqu’il est président (il est de même avec Macledio, qui devient “Ministre de l’Orientation et Conseiller n.1”). L’hyperbole évidente de ces titres est une forme de satire pour se moquer du narcissisme des dictateurs.

## Contraste avec la nouvelle
Le roman En attendant le vote des bêtes sauvages, d’Ahmadou Kourouma diffère du film sur certains aspects.
Principalement et contrairement au film, qui se concentre sur l’âge adulte de Koyaga depuis la prise du pouvoir au donsomana, le roman de Kourouma propose une fresque historique de l’Afrique de l’ouest depuis la colonisation.